# 江潭
江潭（1448年—？），字朝東，江西南昌府豐城縣人，軍籍，明朝政治人物。

## 生平
成化十年（1474年）甲午科江西鄉試第七十八名舉人，十七年（1481年）中式辛丑科會試第二百八名，二甲第十九名進士。授南京工部主事，升員外郎、郎中。

## 家族
曾祖江永寧；祖父江序瀾；父江益明，母張氏。